# Carlos Milla
Carlos Milla Villena también conocido como Wayra Katari en el espacio andino quechua aimara (Perú, 1935) fue un arquitecto y arqueoastrónomo, catedrático, investigador y activista en organizaciones indígenas y asociaciones científico-culturales.

## Trayectoria
Milla, considerado un Irpiri -líder o guía- en el espacio andino es conocedor de los idiomas quechua y aimara. Su investigación profesional de las culturas andinas, amerindias y precolombinas de América, los largos años de exploración del territorio andino y el trabajo personal y directo de la cartografía arqueológica del desierto de Sechura y los valles de Piura, Chao, Santa, Lacramarca, Wuyra , Rimac, Santa Eulalia, Lurín, Pisco, Cusco, Puno y el desierto de Paracas, le han dado evidencias y elementos necesarios para probar su hipótesis y tesis originales publicadas en 1979 en su libro Génesis de la Cultura Andina uno de sus más importantes descubrimientos y aportes a la historia de la cultura del Perú, la decodificación del geoglifo de la Chacana Cruz del Sur y de la Ley de Cuadratura de la Circunferencia de la chacana Cruz Escalonada Andina.
Cuestiona por otro lado la tradición occidental judeocristiana:

Esa porquería judeo-cristiana que nos trajeron, estructurada específicamente para engañar a los pueblos; no sirve de nada. Qué es esa soberbia que nos han impuesto, de decir que la historia de la humanidad sería en dos épocas: la época anterior a la escritura de ellos, y la época posterior a la escritura de ellos; cuando estúpidamente están negando el concepto de escritura.
Carlos Milla

Considera que no existe izquierda ni derecha y que el capitalismo y el marxismo son iguales por ello no han aportado soluciones a los pueblos originarios.

El marxismo es tan igual como el capitalismo, simplemente están defendiendo los intereses de la mafia que mantiene el mundo, de los bancos que son los que mantienen el poder de esta gente que nos ha esclavizado a todos.
Carlos Milla

Carlos Milla es miembro del Colegio de Arquitectos del Perú, fue Presidente de la Sociedad de Investigación y Comunicación Cultural Amaru Wayra, director de la Sociedad de Astronomía del Perú, Miembro de la UNAR de La Paz Bolivia, Miembro de la Asociación Peruana de Fotografía Aérea Aplicada, Miembro de la Sociedad de Geografía de Lima, Miembro del Instituto Urbano del Perú, Miembro del Seminario de Arqueología del Instituto Riva Awero y es miembro de la Universidad Intercultural Indígena de Bolivia.

## Obra

### Génesis de la cultura andina
En su libro Génesis de la Cultura Andina (1979) el autor estudia la milenaria y sagrada Chacana o Cruz Andina. Esta publicación da origen a una espiral de conocimientos profundos sobre su el uso y los beneficios, en muchos aspectos de la vida individual y comunitaria de los pueblos andinos. Milla defiende que hace 4 mil años existía un mundo andino con un Sistema Geométrico Proporcional de Medidas, cuyo factor de cambio o variación fue “Pi”. Representada en la fórmula geométrica de la Cruz Cuadrada (la chakana), este conocimiento, señala Milla, se origina en el antiguo culto a la constelación de la Cruz del Sur. El descubrimiento del geoglifo y la comparación con otros vestigios a lo largo de la costa (el Candelabro de Nazca, el templo de Paramonga), confirman su hipótesis.
Este libro recibió el Premio de Investigación a nivel nacional en la Bienal de Arquitectura del Colegio de Arquitectos de Perú en 1979, posteriormente en la Bienal de Quito, y que fue reconocido por el Congreso de la República y es considerado como uno de los 100 libros más importantes del siglo XX en el Perú por la Biblioteca Nacional.

### Ayni
Ayni: semiótica andina de los espacios sagrados (2003)  es un libro donde el autor devela el "icono de las manos cruzadas" como expresión de reciprocidad, de la cultura inca, ello con la finalidad de que la cultura andina sea una latente opción de vida, es decir vuelva a dar frutos como modo de vida armónico. Ayni, no se refiere a la semiótica contemporánea, es decir la semiótica como la ciencia que estudia los signos en general, sino de la paleosemiótica o “la paleosemiótica etno-social"  investigación identificada con el mundo andino, donde se ha trabajado con símbolos y aportado ideas que han pasado desapercibidas a la mayor parte de los científicos sociales, porque ellos -salvo excepciones considera Milla- de acuerdo con sus ideas preconcebidas y juicios de valor occidentales, manejan únicamente la parte significa superficial de las iconografías, sin investigar y analizar su contenido semántico y semiótico profundos. 
Demostrando así que la paleosemiotica va más allá, esta intenta responder a la interrogante de cómo el ser humano conoce el mundo que lo rodea, cómo lo interpreta y cómo crea conocimiento y lo transmite. Es decir la transmisión de una cultura, la forma de actuar, de pensar, características que nuestros antepasados lo lograron a cabalidad y solo se pide redescubrirla.